# Hiério (vigário)
Hiério (em latim: Hierius) foi um oficial romano do final do século IV, ativo durante o reinado do imperador Teodósio I (r. 378–395). Segundo uma lei preservada no Código de Teodósio e datada de 23 de março de 395, Hiério teria exercido a função de vigário da África Proconsular.